# Test de Jonckheere-Terpstra
Pour les articles homonymes, voir Terpstra.
Le test de Jonckheere-Terpstra ou Test de tendance de Jonckheere est un test statistique qui s'utilise avec des échantillons indépendants. Il est similaire au test de Kruskal-Wallis car l'hypothèse nulle stipule que les différents échantillons proviennent de la même population. Cependant, le test de Kruskall-Wallis ne présuppose pas d'organisation à priori des ou de la population d'où sont issus les échantillons. S'il y a une présupposition à priori de l'organisation des ou de la population, le test de Jonckheere-Terpstra est plus puissant que le test de Kruskal-Wallis.